# Charles Philipon
Charles Philipon (Lione, 19 aprile 1800 – Parigi, 25 gennaio 1861) è stato un disegnatore, giornalista e caricaturista francese fu anche editore de La Caricature e de Le Charivari, entrambi giornali di satira politica.

## Biografia
Cominciò la sua carriera a Parigi durante l'estate del 1824 come litografo e caricaturista part time. Nell'autunno del 1829 divenne redattore ed editore nello sforzo di salvare la sua famiglia dall'indigenza. Allestì un negozio di stampe con suo cognato Gabriel Aubert riuscendo ad affittare una piccola boutique al passaggio Véro-Dodat e crearono la casa editrice La Maison Aubert. Philipon dovette sacrificare una parte della sua carriera artistica con l'accrescere degli affari.
Fu anche direttore del giornali satirici La Caricature e Le Charivari i quali pubblicavano le litografie di alcuni dei più importanti caricaturisti di Francia come Jean Ignace Isidore Gérard, Honoré Daumier, Paul Gavarni, C.J. Traviés e Benjamin. Gli artisti spesso illustravano i temi ideati da Philipon creando una sorta di fumetti politici ante litteram.

## La Silhouette
Nell'ottobre del 1829 Philipon si lanciò nel giornalismo come cofondatore de La Silhouette di cui divenne anche collaboratore. La Silhouette fu il primo giornale francese pubblicato con regolarità a dare lo stesso spazio alla parola scritta e alle illustrazioni, era di natura satirica e pubblicava le litografie di alcuni dei più famosi artisti grafici di Parigi.

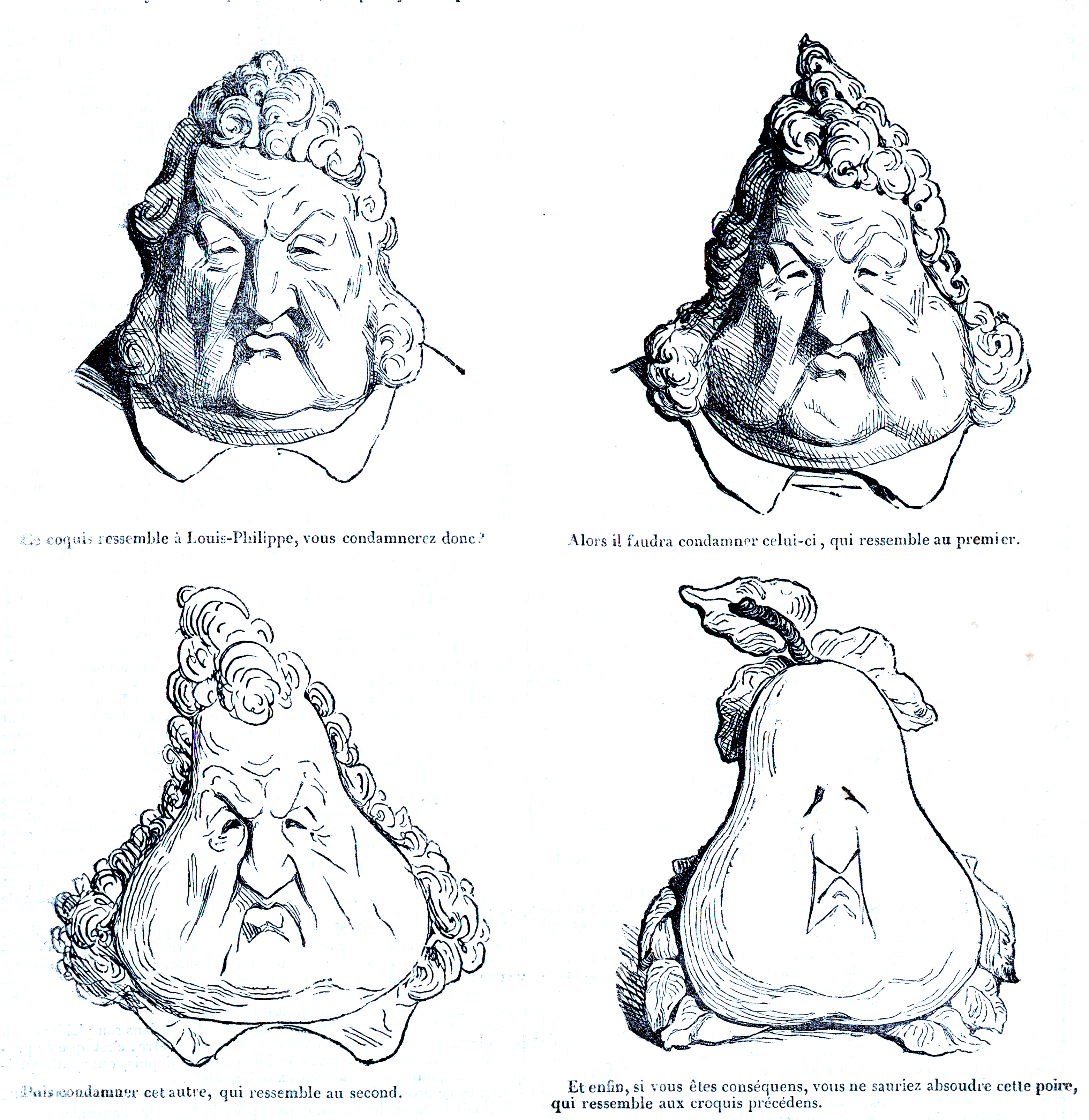
La famosa caricatura su Luigi Filippo di Francia che si trasforma in una pera

La Silhouette fu pubblicato dal 24 dicembre 1829 al 2 gennaio 1831, divenne il prototipo per pubblicazioni analoghe nella Francia del XIX secolo. All'inizio, in tempi di intensi dibattiti politici, questo giornale era considerato di posizione moderata, in seguito alcuni dei collaboratori vennero arrestati mentre altri si mantennero su posizioni più conservatrici. Alla fine le pubblicazioni virarono verso vedute più liberali.
Una severa censura del governò impedì al giornale di pubblicare caricature dirette ai politici, tuttavia una xilografia sul re Luigi Filippo di Francia di Philipon stesso fu pubblicata furtivamente sul numero del 1º aprile 1830. La pubblicazione creò uno scandalo e il redattore dell'articolo fu condannato a sei mesi di carcere e a pagare una multa di 1.000 franchi. Philipon che non aveva preventivamente firmato la caricatura riuscì ad evitare le ripercussioni dello scandalo.
I censori furono circuiti dai redattori nelle ultime uscite quando abbinarono commenti di amara critica partigiana a delle apparentemente innocue immagini, in quanto i censori concentravano maggiormente i loro controlli su queste. Nel maggio e giugno del 1830 per affrontare una serie di temi politici furono affiancate le scene con animali di Jean Ignace Isidore Gérard. Nell'uscita immediatamente precedente alla rivoluzione di luglio, Honoré Daumier disegnò un'immagine di un non meglio specificato campo di battaglia a cui fu dato un messaggio politico dal giornalista.